# ФК Вестшелан
ФК „Вѐстшелан“ (на датски: Football Club Vestsjælland) е бивш футболен клуб от град Слагелсе, Дания.
Основан е на 1 юли 2008 г. Състезава се в Датската суперлига. Играе мачовете си на стадион „Харбоу Арена Слагелсе“. Цветовете на отбора са червено и синьо.